# Giordano Corsi
Giordano Corsi (Gonzaga, 9 gennaio 1908 – Trieste, 29 luglio 1958) è stato un allenatore di calcio e calciatore italiano, di ruolo mediano.
È scomparso nel 1958 all'età di 50 anni.

## Carriera
Ha iniziato la carriera nel Verona in Serie B e poi per una stagione ha fatto parte della formazione del Padova.
In seguito con il Bologna Football Club ha vinto quattro scudetti.
Conta sei presenze in Nazionale A e quattro presenze in Nazionale B. Riportò la vittoria del 1935 nella Coppa Internazionale.

## Statistiche

### Cronologia presenze e reti in Nazionale
| Cronologia completa delle presenze e delle reti in nazionale ― Italia | Cronologia completa delle presenze e delle reti in nazionale ― Italia | Cronologia completa delle presenze e delle reti in nazionale ― Italia | Cronologia completa delle presenze e delle reti in nazionale ― Italia | Cronologia completa delle presenze e delle reti in nazionale ― Italia | Cronologia completa delle presenze e delle reti in nazionale ― Italia | Cronologia completa delle presenze e delle reti in nazionale ― Italia | Cronologia completa delle presenze e delle reti in nazionale ― Italia |
| Data                                                                  | Città                                                                 | In casa                                                               | Risultato                                                             | Ospiti                                                                | Competizione                                                          | Reti                                                                  | Note                                                                  |
| --------------------------------------------------------------------- | --------------------------------------------------------------------- | --------------------------------------------------------------------- | --------------------------------------------------------------------- | --------------------------------------------------------------------- | --------------------------------------------------------------------- | --------------------------------------------------------------------- | --------------------------------------------------------------------- |
| 24-3-1935                                                             | Vienna                                                                | Austria                                                               | 0 – 2                                                                 | Italia                                                                | Coppa Internazionale 1933-1935                                        | -                                                                     |                                                                       |
| 27-10-1935                                                            | Praga                                                                 | Cecoslovacchia                                                        | 2 – 1                                                                 | Italia                                                                | Coppa Internazionale 1933-1935                                        | -                                                                     |                                                                       |
| 25-4-1937                                                             | Torino                                                                | Italia                                                                | 2 – 0                                                                 | Ungheria                                                              | Coppa Internazionale 1936-1938                                        | -                                                                     |                                                                       |
| 23-5-1937                                                             | Praga                                                                 | Cecoslovacchia                                                        | 0 – 1                                                                 | Italia                                                                | Coppa Internazionale 1936-1938                                        | -                                                                     |                                                                       |
| 27-5-1937                                                             | Oslo                                                                  | Norvegia                                                              | 1 – 3                                                                 | Italia                                                                | Amichevole                                                            | -                                                                     |                                                                       |
| 31-10-1937                                                            | Ginevra                                                               | Svizzera                                                              | 2 – 2                                                                 | Italia                                                                | Coppa Internazionale 1936-1938                                        | -                                                                     |                                                                       |
| Totale                                                                |                                                                       | Presenze                                                              | 6                                                                     |                                                                       | Reti                                                                  | 0                                                                     |                                                                       |

## Palmarès

### Giocatore

#### Competizioni nazionali
- Campionato italiano: 4

Bologna: 1935-1936, 1936-1937, 1938-1939, 1940-1941

#### Competizioni internazionali
- Coppa dell'Europa Centrale: 1

Bologna: 1934
- Torneo Internazionale dell'Expo Universale di Parigi: 1

Bologna: 1937